# 林衡 (永樂進士)
林衡，福建福州府闽县人，明朝政治人物。

## 生平
永樂六年（1408年），福建戊子乡试中舉。永樂九年（1411年），登辛卯科進士，官至监察御史。